# هاينز مولر (دراج)
هاينز مولر (بالألمانية: Heinz Müller)‏ مواليد 16 سبتمبر 1924 في ألمانيا - الوفاة 25 سبتمبر 1975، كان دراج ألماني.

## سباقات أو مراحل فاز بها
- بطولة العالم لسباق الدراجات على الطريق
- طواف سويسرا

## الميداليات
| الميدالية | المسابقة                                    |
| --------- | ------------------------------------------- |
| ذهبية     | بطولة العالم لسباق الدراجات على الطريق 1952 |

## روابط خارجية
- هاينز مولر على موقع أرشيف الدراجات (الإنجليزية)
- هاينز مولر على موقع إحصائيات الدراجات الإحترافية (الإنجليزية)
- هاينز مولر على موقع CycleBase (الإنجليزية)